# Рагби репрезентација Уједињених Арапских Емирата
Рагби репрезентација Уједињених Арапских Емирата је рагби јунион тим који представља Уједињене Арапске Емирате у овом екипном спорту. Први званичан меч рагбисти УАЕ одиграли су 23. априла 2011., против Шри Ланке и било је нерешено 13-13. Најубедљивију победу остварили су над Казахстаном 11. маја 2012., 46-31. Најтежи пораз нанео им је Јапан 13. маја 2011., када је било 111-0. Уједињени Арапски Емирати су међу новијим чланицама светске рагби федерације.